# Championnat de France de football de quatrième division 2020-2021
Navigation
National 2 2019-2020 National 2 2021-2022
Le Championnat de France de football de National 2 2020-2021 est la 43e édition du championnat de France de football de quatrième division.
Le quatrième niveau du championnat oppose soixante-quatre clubs français répartis en quatre groupes de seize clubs, en une série de trente rencontres jouées durant la saison de football entre août 2020 et juin 2021.
Les premières places de chaque groupe permettent de monter en National lors de la saison suivante alors que les trois dernières places de chaque groupe sont synonymes de relégation en National 3.
À la suite de la mise en place du deuxième confinement, la FFF décide de suspendre le championnat le 29 octobre 2020. Après accord des autorités gouvernementales, elle annonce, le 18 février 2021, une reprise début mars du championnat. Le format évolue, les matchs de la phase aller doivent se terminer avant une phase finale composé de deux poules de huit équipes, une poule dite "d'accession" et une poule dite "de maintien".
Le 23 avril 2021, le championnat est définitivement arrêté : aucune montée ni descente n'aura lieu.

## Participants

### Décisions administratives, retraits et repêchages
Malgré sa place de 12e du groupe A la saison précédente, l'équipe du FC Mulhouse est rétrogradée en National 3 par la DNCG. Le meilleur 14e de la saison 2019-2020, le club de l'AS Saint-Priest, est ainsi repêché,.
De son côté, le club du Tours FC, rétrogradé la saison précédente en National 3 en place d'une simple relégation en National 2, se voit interdire de monter par la DNCG, malgré sa position de leader du groupe Centre-Val de Loire de N3. C'est son dauphin, le club de Bourges 18, qui se voit proposer l'accession,.
C'est également le cas de l'Athlético Marseille qui se voit refuser de monter en N2, un an après sa descente en National 3. Le club de Aubagne FC, second de la poule Corse-Méditerranée, prend la place de promu à sa place.

### Localisation des clubs
| \| RC Lensrés. Olym. St-Quentin Stade de · Reimsrés. CS Sedan FCSR Haguenau SC Schiltigheim SA Épinal ASM Belfort EA · Guingamprés. · ↓ US St-Malo US Granville FC Rouen C' Chartres Angers SCOrés. Vannes OC FC Lorientrés. FC Nantesrés. Les Herbiers VF Blois Foot Bourges Foot St-Pryvé St-H. FC SO Romorantin FC Chamalières Andrézieux-Bouthéon FC Angoulême CFC Trélissac FC Bergerac FC US Colomiers Moulins-Yzeure OLrés. GOAL FC Louhans-Cuiseaux FC · ↓ Jura · Sud ↗ · FC Martigues MG FC · ↓ Aubagne · FC OMrés. Hyères FC ÉFC Fréjus Saint-Raphaël RC · Grasse AS Monacorés. Le Puy Foot ↑ · SC Toulon GFC Ajaccio AS Béziers GFA RV AJ Auxerroise Rés. Stade · Plabennécois FC Metz Rés. AS Beauvais SM Caen Rés. Stade Montois Canet RFC Voltigeurs de Châteaubriant AS St-Priest Bourges 18 \| Localisation des clubs engagés en championnat de National 2. |
| RC Lensrés. Olym. St-Quentin Stade de · Reimsrés. CS Sedan FCSR Haguenau SC Schiltigheim SA Épinal ASM Belfort EA · Guingamprés. · ↓ US St-Malo US Granville FC Rouen C' Chartres Angers SCOrés. Vannes OC FC Lorientrés. FC Nantesrés. Les Herbiers VF Blois Foot Bourges Foot St-Pryvé St-H. FC SO Romorantin FC Chamalières Andrézieux-Bouthéon FC Angoulême CFC Trélissac FC Bergerac FC US Colomiers Moulins-Yzeure OLrés. GOAL FC Louhans-Cuiseaux FC · ↓ Jura · Sud ↗ · FC Martigues MG FC · ↓ Aubagne · FC OMrés. Hyères FC ÉFC Fréjus Saint-Raphaël RC · Grasse AS Monacorés. Le Puy Foot ↑ · SC Toulon GFC Ajaccio AS Béziers GFA RV AJ Auxerroise Rés. Stade · Plabennécois FC Metz Rés. AS Beauvais SM Caen Rés. Stade Montois Canet RFC Voltigeurs de Châteaubriant AS St-Priest Bourges 18                                                                    |

| \| FC 93 US Lusitanos St-Maur Ste-Geneviève · Sports AS Poissy Entente SSG Paris 13 Atletico FC Fleury 91 FC Versailles \| Zoom sur la région parisienne |
| FC 93 US Lusitanos St-Maur Ste-Geneviève · Sports AS Poissy Entente SSG Paris 13 Atletico FC Fleury 91 FC Versailles                                     |

| FC 93 US Lusitanos St-Maur Ste-Geneviève · Sports AS Poissy Entente SSG Paris 13 Atletico FC Fleury 91 FC Versailles |

| Légende Groupe A Groupe B Groupe C Groupe D |

## Groupe A

### Clubs participants
| Nom du club                  | Ancienneté | Classement 2019-2020                    | Stade                        | Capacité |
| ---------------------------- | ---------- | --------------------------------------- | ---------------------------- | -------- |
| Blois Football 41            | 2018       | 2e du groupe C                          | Stade des Allées Jean-Leroi  | 5 000    |
| SM Caen rés.                 | 2020       | 1er en National 3 (Normandie)           | Stade de Venoix (Annexe)     | 1 000    |
| C' Chartres Football         | 2016       | 2e du groupe B                          | Stade Jacques-Couvret        | 2 500    |
| Voltigeurs de Châteaubriant  | 2020       | 1er en National 3 (Pays de la Loire)    | Stade de la Ville en Bois    | 3 000    |
| FC Fleury 91                 | 2014       | 9e du groupe B                          | Stade Walter Felder          | 500      |
| US Granville                 | 2016       | 4e du groupe B                          | Stade Louis-Dior             | 3 000    |
| EA Guingamp rés.             | 2019       | 11e du groupe B                         | Centre de formation de l'EAG | 1 000    |
| FC Lorient rés.              | 2014       | 6e du groupe B                          | Stade du Moustoir            | 18 970   |
| Stade plabennécois           | 2020       | 1er en National 3 (Bretagne)            | Stade de Kervéguen           | 3 000    |
| AS Poissy                    | 2015       | 13e du groupe B                         | Stade Léo-Lagrange           | 3 500    |
| FC Rouen                     | 2019       | 3e du groupe B                          | Stade Robert-Diochon         | 8 372    |
| US Saint-Malo                | 2012       | 8e du groupe B                          | Stade de Marville            | 2 350    |
| Saint-Pryvé Saint-Hilaire FC | 2017       | 6e du groupe C                          | Stade du Grand Clos          | 1 800    |
| Sainte-Geneviève Sports      | 2017       | 5e du groupe A                          | Stade Léo-Lagrange           | 1 500    |
| Vannes OC                    | 2018       | 5e du groupe B                          | Stade de la Rabine           | 9 500    |
| FC Versailles                | 2020       | 1er en National 3 (Paris Île-de-France) | Stade Montbauron             | 7 545    |

- Club relégué
- Club maintenu
- Club promu

### Compétition
| Rang | Équipe                        | Pts  | J | G | N | P | Bp | Bc | Diff |
| ---- | ----------------------------- | ---- | - | - | - | - | -- | -- | ---- |
| 1    | Saint-Pryvé Saint-Hilaire FC  | 20   | 8 | 6 | 2 | 0 | 12 | 3  | +9   |
| 2    | Voltigeurs de Châteaubriant P | 16   | 9 | 4 | 4 | 1 | 12 | 8  | +4   |
| 3    | Sainte-Geneviève Sports       | 16   | 9 | 4 | 4 | 1 | 10 | 6  | +4   |
| 4    | SM Caen rés. P                | 15   | 9 | 4 | 3 | 2 | 10 | 7  | +3   |
| 5    | FC Fleury 91                  | 13   | 9 | 3 | 4 | 2 | 7  | 6  | +1   |
| 6    | C' Chartres Football          | 12   | 9 | 3 | 3 | 3 | 13 | 11 | +2   |
| 7    | Stade plabennécois P          | 12   | 9 | 3 | 3 | 3 | 11 | 13 | -2   |
| 8    | US Granville                  | 11-1 | 9 | 3 | 3 | 3 | 6  | 8  | -2   |
| 9    | FC Rouen                      | 10   | 8 | 2 | 4 | 2 | 4  | 4  | 0    |
| 10   | FC Versailles P               | 10   | 9 | 3 | 1 | 5 | 11 | 13 | -2   |
| 11   | EA Guingamp rés.              | 9    | 9 | 1 | 6 | 2 | 7  | 9  | -2   |
| 12   | FC Lorient rés.               | 9    | 9 | 1 | 6 | 2 | 5  | 8  | -3   |
| 13   | US Saint-Malo                 | 8    | 9 | 1 | 5 | 3 | 8  | 10 | -2   |
| 14   | Blois Football 41             | 8    | 8 | 2 | 2 | 4 | 11 | 15 | -4   |
| 15   | Vannes OC                     | 8    | 8 | 2 | 2 | 4 | 9  | 10 | -1   |
| 16   | AS Poissy                     | 5    | 9 | 1 | 2 | 6 | 8  | 13 | -5   |

|  | R Relégué de National. P Promu de National 3. Pts points ; G victoires ; N match nuls ; P défaites Bp buts marqués ; Bc buts encaissés ; Diff différence de buts |

## Groupe B

### Clubs participants
| Nom du club                  | Ancienneté | Classement 2019-2020                        | Stade                              | Capacité |
| ---------------------------- | ---------- | ------------------------------------------- | ---------------------------------- | -------- |
| GFC Ajaccio                  | 2020       | 17e en National                             | Stade Ange-Casanova                | 4 177    |
| AJ Auxerroise rés.           | 2020       | 1er en National 3 (Bourgogne-Franche-Comté) | Stade de l'Abbé-Deschamps (Annexe) | 2 800    |
| AS Beauvais                  | 2020       | 1er en National 3 (Hauts-de-France)         | Stade Pierre-Brisson               | 10 178   |
| ASM Belfort                  | 2017       | 13e du groupe A                             | Stade Roger-Serzian                | 5 500    |
| FC 93 Bobigny-Bagnolet-Gagny | 2018       | 3e du groupe A                              | Stade Auguste-Delaune              | 500      |
| SA Épinal                    | 2017       | 6e du groupe A                              | Stade de la Colombière             | 2 250    |
| FCSR Haguenau                | 2018       | 9e du groupe A                              | Parc des sports                    | 7 000    |
| RC Lens rés.                 | 1993       | 7e du groupe A                              | Stade François-Blin                | 5 228    |
| FC Metz rés.                 | 2020       | 1er en National 3 (Grand-Est)               | Stade Dezavelle                    | 1 500    |
| Paris 13 Atletico            | 2019       | 7e du groupe B                              | Stade Boutroux                     | 1 000    |
| Stade de Reims rés.          | 2016       | 4e du groupe A                              | Stade Louis-Blériot                | 1 000    |
| US Lusitanos Saint-Maur      | 2016       | 8e du groupe A                              | Stade Adolphe-Chéron               | 3 500    |
| Olympique Saint-Quentin      | 2019       | 10e du groupe A                             | Stade Paul-Debrésie                | 2 500    |
| Entente SSG                  | 2019       | 12e du groupe B                             | Stade Michel-Hidalgo               | 8 000    |
| SC Schiltigheim              | 2017       | 11e du groupe A                             | Stade de l'Aar                     | 2 500    |
| CS Sedan Ardennes            | 2017       | 2e du groupe A                              | Stade Louis-Dugauguez              | 24 389   |

- Club relégué
- Club maintenu
- Club promu

### Compétition
| Rang | Équipe                       | Pts   | J | G | N | P | Bp | Bc | Diff |
| ---- | ---------------------------- | ----- | - | - | - | - | -- | -- | ---- |
| 1    | Paris 13 Atletico            | 16    | 9 | 4 | 4 | 1 | 10 | 4  | +6   |
| 2    | SA Épinal                    | 15    | 8 | 5 | 0 | 3 | 10 | 8  | +2   |
| 3    | FCSR Haguenau                | 14    | 9 | 3 | 5 | 1 | 9  | 6  | +3   |
| 4    | FC 93 Bobigny-Bagnolet-Gagny | 14    | 8 | 4 | 2 | 2 | 8  | 10 | -2   |
| 5    | FC Metz rés. P               | 13    | 8 | 4 | 1 | 3 | 9  | 7  | +2   |
| 6    | US Lusitanos Saint-Maur      | 13    | 8 | 4 | 1 | 3 | 13 | 7  | +6   |
| 7    | AS Beauvais P                | 13    | 9 | 3 | 4 | 2 | 12 | 9  | +3   |
| 8    | AJ Auxerre rés. P            | 13    | 9 | 3 | 4 | 2 | 13 | 13 | 0    |
| 9    | RC Lens rés.                 | 13 -1 | 8 | 4 | 2 | 2 | 12 | 14 | -2   |
| 10   | GFC Ajaccio R                | 12    | 9 | 3 | 3 | 3 | 12 | 9  | +3   |
| 11   | ASM Belfort                  | 12    | 9 | 3 | 3 | 3 | 12 | 10 | +2   |
| 12   | CS Sedan Ardennes            | 11    | 8 | 2 | 5 | 1 | 7  | 6  | +1   |
| 13   | Stade de Reims rés.          | 9     | 9 | 2 | 3 | 4 | 15 | 12 | +3   |
| 14   | Entente SSG                  | 7     | 9 | 2 | 1 | 6 | 8  | 13 | -5   |
| 15   | SC Schiltigheim              | 5     | 9 | 1 | 2 | 6 | 5  | 20 | -15  |
| 16   | Olympique Saint-Quentin      | 4     | 9 | 0 | 4 | 5 | 6  | 13 | -7   |

|  | Promu en National. |
|  | Rétrogradé administrativement en National 3. |
|  | R Relégué de National. P Promu de National 3. Pts points ; G victoires ; N match nuls ; P défaites Bp buts marqués ; Bc buts encaissés ; Diff différence de buts |

## Groupe C

### Clubs participants
| Nom du club                          | Ancienneté | Classement 2019-2020                     | Stade                            | Capacité |
| ------------------------------------ | ---------- | ---------------------------------------- | -------------------------------- | -------- |
| Andrézieux-Bouthéon FC               | 2016       | 11e du groupe C                          | Envol Stadium                    | 5 000    |
| Aubagne FC                           | 2020       | 2e en National 3 (Corse-Méditerranée)    | Stade de Lattre-de-Tassigny      | 1 000    |
| ÉFC Fréjus Saint-Raphaël             | 2016       | 7e du groupe D                           | Stade Louis-Hon                  | 3 000    |
| Grand Ouest Association Lyonnaise FC | 2010       | 4e du groupe D                           | Stade Ludovic-Giuly              | 600      |
| RC Grasse                            | 2017       | 2e du groupe D                           | Stade de la Paoute               | 3 500    |
| Hyères FC                            | 2010       | 9e du groupe D                           | Stade Perruc                     | 1 820    |
| Jura Sud Foot                        | 2003       | 11e du groupe D                          | Stade municipal                  | 2 000    |
| Louhans-Cuiseaux FC                  | 2019       | 6e du groupe D                           | Parc des sports du Bram          | 8 400    |
| Olympique lyonnais rés.              | 1993       | 8e du groupe A                           | OL Training Center               | 1 500    |
| Marignane Gignac FC                  | 2019       | 13e du groupe D                          | Stade Saint-Exupéry              | 1 500    |
| Olympique de Marseille rés.          | 2015       | 10e du groupe D                          | OM Campus                        | 1 900    |
| FC Martigues                         | 2012       | 5e du groupe D                           | Stade Francis-Turcan             | 8 289    |
| AS Monaco rés.                       | 2010       | 12e du groupe D                          | Stade Prince Héréditaire Jacques | 1 000    |
| GFA Rumilly Vallières                | 2020       | 1er en National 3 (Auvergne-Rhône-Alpes) | Stade des Grangettes             | 1 500    |
| AS Saint-Priest                      | 2017       | 14e du groupe D                          | Stade Jacques-Joly               | 2 000    |
| SC Toulon                            | 2020       | 18e en National                          | Stade de Bon Rencontre           | 7 679    |

- Club relégué
- Club maintenu
- Club promu

### Compétition
| Rang | Équipe                      | Pts | J | G | N | P | Bp | Bc | Diff |
| ---- | --------------------------- | --- | - | - | - | - | -- | -- | ---- |
| 1    | GOAL FC                     | 17  | 9 | 5 | 2 | 2 | 18 | 10 | +8   |
| 2    | Aubagne FC P                | 17  | 9 | 5 | 2 | 2 | 15 | 10 | +5   |
| 3    | SC Toulon R                 | 16  | 9 | 5 | 1 | 3 | 15 | 8  | +7   |
| 4    | FC Martigues                | 16  | 8 | 5 | 1 | 2 | 15 | 9  | +6   |
| 5    | ÉFC Fréjus Saint-Raphaël    | 15  | 8 | 4 | 3 | 1 | 9  | 2  | +7   |
| 6    | Andrézieux-Bouthéon FC      | 14  | 9 | 4 | 2 | 3 | 15 | 11 | +4   |
| 7    | Hyères FC                   | 13  | 9 | 4 | 1 | 4 | 10 | 12 | -2   |
| 8    | AS Saint-Priest             | 12  | 9 | 2 | 6 | 1 | 14 | 14 | 0    |
| 9    | RC Grasse                   | 12  | 8 | 3 | 3 | 2 | 10 | 6  | +4   |
| 10   | GFA Rumilly Vallières P     | 10  | 9 | 2 | 4 | 3 | 11 | 14 | -3   |
| 11   | Olympique lyonnais rés.     | 10  | 9 | 2 | 4 | 3 | 12 | 14 | -2   |
| 12   | Louhans-Cuiseaux FC         | 8   | 8 | 2 | 2 | 4 | 11 | 12 | -1   |
| 13   | AS Monaco rés.              | 8   | 9 | 2 | 2 | 5 | 9  | 18 | -9   |
| 14   | Jura Sud Foot               | 6   | 7 | 1 | 3 | 3 | 9  | 12 | -3   |
| 15   | Marignane Gignac FC         | 6   | 9 | 1 | 3 | 5 | 9  | 19 | -10  |
| 16   | Olympique de Marseille rés. | 6   | 9 | 1 | 3 | 5 | 6  | 17 | -11  |

|  | R Relégué de National. P Promu de National 3. Pts points ; G victoires ; N match nuls ; P défaites Bp buts marqués ; Bc buts encaissés ; Diff différence de buts |

## Groupe D

### Clubs participants
| Nom du club          | Ancienneté | Classement 2019-2020                   | Stade                         | Capacité |
| -------------------- | ---------- | -------------------------------------- | ----------------------------- | -------- |
| Angers SCO rés.      | 2019       | 10e du groupe B                        | Stade du Artaud               | 2 000    |
| Angoulême CFC        | 2019       | 8e du groupe C                         | Stade Camille-Lebon           | 6 500    |
| Bergerac Périgord FC | 2015       | 4e du groupe C                         | Stade de Campréal             | 1 400    |
| AS Béziers           | 2020       | 16e en National                        | Parc des Sports de Sauclières | 2 600    |
| Bourges 18           | 2020       | 2e en National 3 (Centre-Val de Loire) | Stade Jacques-Rimbault        | 7 500    |
| Bourges Foot         | 2019       | 7e du groupe C                         | Stade Jacques-Rimbault        | 7 500    |
| Canet Roussillon FC  | 2020       | 1er en National 3 (Occitanie)          | Stade Saint-Michel            | 3 400    |
| FC Chamalières       | 2019       | 12e du groupe C                        | Stade Claude-Wolff            | 1 500    |
| US Colomiers         | 2015       | 5e du groupe C                         | Complexe Sportif Capitany     | 1 500    |
| Le Puy Foot          | 2020       | 15e en National                        | Stade Charles-Massot          | 4 800    |
| Les Herbiers VF      | 2018       | 3e du groupe C                         | Stade Massabielle             | 5 000    |
| Stade montois        | 2020       | 1er en National 3 (Nouvelle-Aquitaine) | Stade de l'Argenté            | 3 500    |
| Moulins-Yzeure Foot  | 2007       | 3e du groupe D                         | Stade de Bellevue             | 2 000    |
| FC Nantes rés.       | 2018       | 9e du groupe C                         | Stade Marcel-Saupin           | 1 880    |
| SO Romorantin        | 2008       | 10e du groupe C                        | Stade Jules-Ladoumègue        | 2 600    |
| Trélissac FC         | 2012       | 13e du groupe C                        | Stade Firmin-Daudou           | 2 800    |

- Club relégué
- Club maintenu
- Club promu

### Compétition
| Rang | Équipe                | Pts | J | G | N | P | Bp | Bc | Diff |
| ---- | --------------------- | --- | - | - | - | - | -- | -- | ---- |
| 1    | AS Béziers R          | 21  | 9 | 6 | 3 | 0 | 15 | 5  | +10  |
| 2    | Trélissac FC          | 17  | 9 | 4 | 5 | 0 | 13 | 5  | +8   |
| 3    | Le Puy Foot R         | 16  | 8 | 4 | 4 | 0 | 12 | 4  | +8   |
| 4    | US Colomiers          | 16  | 9 | 4 | 4 | 1 | 7  | 4  | +3   |
| 5    | SO Romorantin         | 14  | 8 | 4 | 2 | 2 | 10 | 3  | +7   |
| 6    | Les Herbiers VF       | 14  | 9 | 4 | 2 | 3 | 11 | 5  | +6   |
| 7    | Angers SCO rés.       | 13  | 9 | 3 | 4 | 2 | 11 | 12 | -1   |
| 8    | Moulins-Yzeure Foot   | 11  | 9 | 2 | 5 | 2 | 10 | 7  | +3   |
| 9    | Bourges Foot          | 11  | 8 | 3 | 2 | 3 | 11 | 7  | +4   |
| 10   | FC Nantes rés.        | 10  | 9 | 2 | 4 | 3 | 6  | 10 | -4   |
| 11   | Bergerac Périgord FC  | 10  | 8 | 2 | 4 | 2 | 9  | 7  | +2   |
| 12   | Canet Roussillon FC P | 10  | 9 | 2 | 4 | 3 | 9  | 10 | -1   |
| 13   | FC Chamalières        | 10  | 9 | 2 | 4 | 3 | 5  | 8  | -3   |
| 14   | Angoulême Charente FC | 6   | 9 | 1 | 3 | 5 | 5  | 21 | -16  |
| 15   | Bourges 18 P          | 3   | 9 | 1 | 0 | 8 | 10 | 19 | -9   |
| 16   | Stade montois P       | 2   | 9 | 0 | 2 | 7 | 2  | 19 | -17  |

|  | R Relégué de National. P Promu de National 3. Pts points ; G victoires ; N match nuls ; P défaites Bp buts marqués ; Bc buts encaissés ; Diff différence de buts |

## Bilan de la saison
Aucun titre n'est attribué, aucune équipe n'est promue ni reléguée (seul le CS Sedan Ardennes est repêché en N1).